# Димитър Дичев
Димитър Христакиев Дичев, е български военен деец и революционер, деец на Върховния македоно-одрински комитет и войвода на Вътрешната македоно-одринска революционна организация.

## Биография
Дичев е роден в 1882 година в централнородопското село Долно Райково, което тогава е в Османската империя, а днес е квартал на град Смолян, България. В 1898 година завършва прогимназия в граничния български град Чепеларе. На 17 години постъпва в Пловдивската дивизионна санитарна команда. След една година е изпратен на двегодишен фелдшерски курс в София и от 1901 година служи като санитарен подофицер в Двадесет и четвърти пехотен черноморски полк в Бургас, където участва в дейността на Тайните македоно-одрински подофицерски братства на Върховния македоно-одрински комитет. В края на януари 1903 година заедно с колегите си подофицери Петър Ангелов, Цено Куртев, Пеню Шиваров, Димитър Халачев и Атанас Вълканов е привлечен във ВМОРО от Михаил Герджиков и Стоян Петров. Напуска армията и става активист на Одринския революционен окръг. Участва в четата на Михаил Герджиков и в опита за атентат при гара Синекли през февруари 1903 година.
Делегат е на конгреса на окръга на Петрова нива през юни 1903 година, на който е назначен за войвода на санитарна чета. В Илинденско-Преображенското въстание е войвода на санитарната чета, която действа в отряда на Стоян Камилски и участва в нападението на Цикнихор. След въстанието през октомври 1903 година се връща на служба в Българската армия и служи в полковия лазарет в Бургас. Участва във Войните за национално обединение. В 1924 година се връща в Райково, където работи като аптекар и фелдшер. Умира в 1934 година.